# Riu de Noarre
El riu de Noarre és un riu pirinenc d'orientació nord-sud, afluent del riu de Tavascan per l'esquerra. Neix a l'Estany Blanc a 2.510 metres d'altitud, just sota el pic de Certascan. En el seu curs alt rep el nom de riu de Guerossos i recull aigua de nombrosos estanys d'origen glaciar. El riu transcorre per una petita vall oberta cap al sud i desaigua al riu de Tavascan, a l'indret conegut com El Forcat, a 1.800 metres d'altitud. Els afluents del riu de Noarre es troben al seu marge esquerre, excepte el que neix a l'estany de Flamisella. El riu es troba al municipi de Lladorre, a la comarca del Pallars Sobirà, i tot el seu recorregit es troba dintre del Parc Natural de l'Alt Pirineu.